# ماساتو كوقا
ماساتو كوگَ (باليابانية: 古賀 正人) (22 مايو 1970 في شيزوكا في اليابان – )؛ هو لاعب كرة قدم ياباني سابق كان يلعب كلاعب وسط.

## وصلات خارجية
- ماساتو كوقا على موقع رابطة كرة القدم اليابانية للمحترفين (اليابانية)
- ماساتو كوقا على موقع عالم كرة القدم.نت (الإنجليزية)